# Teppen tottande!
Teppen tottande! (jap. てっぺんとったんで!) – pierwszy oryginalny album japońskiego zespołu NMB48, wydany w Japonii 27 lutego 2013 roku przez laugh out loud records.
Album został wydany w czterech edycjach: trzech CD+DVD (Type N, Type M, Type B) oraz „teatralnej” (CD). Album osiągnął 1 pozycję w rankingu Oricon i pozostał na liście przez 35 tygodni, sprzedał się w nakładzie 417 971 egzemplarzy. Zdobył status platynowej płyty.

## Lista utworów
Wszystkie utwory zostały napisane przez Yasushiego Akimoto.

### Type N
| CD  | | | |      |
| Nr  | Tytuł | Kompozycja | Aranżacja | Czas |
| 1.  | „Teppen tottande!” (jap. てっぺんとったんで!) | Kensuke Yoko | Seiji Mutō | 4:06 |
| 2.  | „Zetsumetsu kurokami shōjo” (jap. 絶滅黒髪少女) | GRAVITY | GRAVITY | 3:47 |
| 3.  | „Oh My God!” (jap. オーマイガー!) | Chikara Gonoe | Ikuta Machine | 4:20 |
| 4.  | „Junjō U-19” (jap. 純情 U-19) | Takahiro Tsuji | Seiji Mutō | 3:47 |
| 5.  | „Nagiichi” (jap. ナギイチ) | Shinya Sumida | Ikuta Machine | 4:08 |
| 6.  | „Virginity” (jap. ヴァージニティー) | Shunsuke Tanaka | Takeshi Masuda | 4:14 |
| 7.  | „Kitagawa Kenji” (jap. 北川謙二) | Shunsuke Tanaka | Yūichi "Masa" Nonaka | 3:50 |
| 8.  | „HA!” (wyk. NMB48) | Akihito Tanaka | Seiji Mutō | 4:13 |
| 9.  | „12-gatsu 31-nichi” (jap. 12月31日) | Masahiro Kawaura | Masahiro Kawaura | 4:18 |
| 10. | „Lily” (wyk. Team N) | HRK | HRK | 6:11 |
| 11. | „Jungle Gym” (jap. ジャングルジム) (wyk. Sayaka Yamamoto) | Yasuo Sakai | Keiji Tanabe | 5:10 |
| 12. | „Hoshokushatachi yo” (jap. 捕食者たちよ) (wyk. Akagumi) | Ryūsuke Taira | Ryūsuke Nakanishi | 4:27 |
| 13. | „NMB48” | Miki Watanabe | Yasuharu Takanashi | 3:58 |
| 14. | „Seishun no Lap Time” (jap. 青春のラップタイム) | Masahiro Kawaura | Yūichi "Masa" Nonaka | 4:48 |
| 15. | „Boku wa matteru” (jap. 僕は待ってる) | Yasuo Sakai | Yūichi "Masa" Nonaka | 3:46 |
| 16. | „Yamamoto Sayaka Message” (jap. 山本彩 メッセージ) (tylko iTunes) | | | 0:54 |
| DVD | | | |      |
| Nr  | Tytuł | Tytuł | Tytuł | Czas |
| 1.  | „12-gatsu 31-nichi” (jap. 12月31日) (Music Video) | „12-gatsu 31-nichi” (jap. 12月31日) (Music Video) | „12-gatsu 31-nichi” (jap. 12月31日) (Music Video) |      |
| 2.  | „NMB48 Kinki Concert ~Minasan, chapuchapu shimasho~ @2012.08.21 Orix gekijō (team-N,team-M)” (jap. NMB48 近畿コンサートツアー〜みなさん、ちゃぷちゃぷしましょ〜@2012年8月21日オリックス劇場(team-N,team-M)) | „NMB48 Kinki Concert ~Minasan, chapuchapu shimasho~ @2012.08.21 Orix gekijō (team-N,team-M)” (jap. NMB48 近畿コンサートツアー〜みなさん、ちゃぷちゃぷしましょ〜@2012年8月21日オリックス劇場(team-N,team-M)) | „NMB48 Kinki Concert ~Minasan, chapuchapu shimasho~ @2012.08.21 Orix gekijō (team-N,team-M)” (jap. NMB48 近畿コンサートツアー〜みなさん、ちゃぷちゃぷしましょ〜@2012年8月21日オリックス劇場(team-N,team-M)) |      |

### Type M
| CD  | | | |      |
| Nr  | Tytuł | Kompozycja | Aranżacja | Czas |
| 1.  | „Teppen tottande!” (jap. てっぺんとったんで!)                                                                        | Kensuke Yoko | Seiji Mutō | 4:06 |
| 2.  | „Zetsumetsu kurokami shōjo” (jap. 絶滅黒髪少女)                                                                      | GRAVITY | GRAVITY | 3:47 |
| 3.  | „Oh My God!” (jap. オーマイガー!)                                                                                    | Chikara Gonoe | Ikuta Machine | 4:20 |
| 4.  | „Junjō U-19” (jap. 純情 U-19)                                                                                        | Takahiro Tsuji | Seiji Mutō | 3:47 |
| 5.  | „Nagiichi” (jap. ナギイチ)                                                                                           | Shinya Sumida | Ikuta Machine | 4:08 |
| 6.  | „Virginity” (jap. ヴァージニティー)                                                                                  | Shunsuke Tanaka | Takeshi Masuda | 4:14 |
| 7.  | „Kitagawa Kenji” (jap. 北川謙二)                                                                                     | Shunsuke Tanaka | Yūichi "Masa" Nonaka                                                                                                 | 3:50 |
| 8.  | „HA!” (wyk. NMB48)                                                                                                   | Akihito Tanaka | Seiji Mutō | 4:13 |
| 9.  | „12-gatsu 31-nichi” (jap. 12月31日)                                                                                  | Masahiro Kawaura | Masahiro Kawaura | 4:18 |
| 10. | „With my soul” (wyk. Team M)                                                                                         | DARIA, FUYUKI | Hiroshi Sasaki | 4:19 |
| 11. | „Warukii” (jap. わるきー) (wyk. Miyuki Watanabe)                                                                     | Kōta Ogawa | Yūichi "Masa" Nonaka                                                                                                 | 4:02 |
| 12. | „Kesshō” (jap. 結晶)                                                                                                 | Mayuko Maruyama | Mayuko Maruyama | 4:20 |
| 13. | „Namekuji Heart” (jap. なめくじハート) (wyk. Chō Idol Senbatsu)                                                      | Masahiro Kawaura | Yūichi "Masa" Nonaka                                                                                                 | 3:29 |
| 14. | „NMB48” | Miki Watanabe | Yasuharu Takanashi                                                                                                   | 3:58 |
| 15. | „Seishun no Lap Time” (jap. 青春のラップタイム)                                                                      | Masahiro Kawaura | Yūichi "Masa" Nonaka                                                                                                 | 4:48 |
| 16. | „Boku wa matteru” (jap. 僕は待ってる)                                                                                | Yasuo Sakai | Yūichi "Masa" Nonaka                                                                                                 | 3:46 |
| 17. | „Watanabe Miyuki Message” (jap. 渡辺美優紀 メッセージ) (tylko iTunes)                                                | | | 0:52 |
| DVD | | | |      |
| Nr  | Tytuł | Tytuł | Tytuł | Czas |
| 1.  | „12-gatsu 31-nichi” (jap. 12月31日) (Music Video)                                                                    | „12-gatsu 31-nichi” (jap. 12月31日) (Music Video)                                                                    | „12-gatsu 31-nichi” (jap. 12月31日) (Music Video)                                                                    |      |
| 2.  | „NMB48 team-N Ōsaka Jūban shōbu@ 2012.05.03 Orix gekijō” (jap. NMB48 team-N 大阪十番勝負@2012年5月3日オリックス劇場) | „NMB48 team-N Ōsaka Jūban shōbu@ 2012.05.03 Orix gekijō” (jap. NMB48 team-N 大阪十番勝負@2012年5月3日オリックス劇場) | „NMB48 team-N Ōsaka Jūban shōbu@ 2012.05.03 Orix gekijō” (jap. NMB48 team-N 大阪十番勝負@2012年5月3日オリックス劇場) |      |

### Type B
| CD  |                                                                              |                                                                 |                                                                 |      |
| Nr  | Tytuł                                                                        | Kompozycja                                                      | Aranżacja                                                       | Czas |
| 1.  | „Teppen tottande!” (jap. てっぺんとったんで!)                                | Kensuke Yoko                                                    | Seiji Mutō                                                      | 4:06 |
| 2.  | „Zetsumetsu kurokami shōjo” (jap. 絶滅黒髪少女)                              | GRAVITY                                                         | GRAVITY                                                         | 3:47 |
| 3.  | „Oh My God!” (jap. オーマイガー!)                                            | Chikara Gonoe                                                   | Ikuta Machine                                                   | 4:20 |
| 4.  | „Junjō U-19” (jap. 純情 U-19)                                                | Takahiro Tsuji                                                  | Seiji Mutō                                                      | 3:47 |
| 5.  | „Nagiichi” (jap. ナギイチ)                                                   | Shinya Sumida                                                   | Ikuta Machine                                                   | 4:08 |
| 6.  | „Virginity” (jap. ヴァージニティー)                                          | Shunsuke Tanaka                                                 | Takeshi Masuda                                                  | 4:14 |
| 7.  | „Kitagawa Kenji” (jap. 北川謙二)                                             | Shunsuke Tanaka                                                 | Yūichi "Masa" Nonaka                                            | 3:50 |
| 8.  | „HA!” (wyk. NMB48)                                                           | Akihito Tanaka                                                  | Seiji Mutō                                                      | 4:13 |
| 9.  | „12-gatsu 31-nichi” (jap. 12月31日)                                          | Masahiro Kawaura                                                | Masahiro Kawaura                                                | 4:18 |
| 10. | „Almond Croissant keikaku” (jap. アーモンドクロワッサン計画) (wyk. Team BII) | Yoshihiro Kusano                                                | Teppei Shimizu                                                  | 5:23 |
| 11. | „Mikazuki no senaka” (jap. 三日月の背中)                                     | Yūichi "Masa" Nonaka                                            | Yūichi "Masa" Nonaka                                            | 4:00 |
| 12. | „Fuyushōgun no Regret” (jap. 冬将軍のリグレット)                             | Ritsuko Miyajima                                                | Takeshi Masuda                                                  | 4:22 |
| 13. | „Dazai osamu o yondaka?” (jap. 太宰治を読んだか？)                           | Mai Sugimori                                                    | Takao Kawada                                                    | 4:44 |
| 14. | „NMB48”                                                                      | Miki Watanabe                                                   | Yasuharu Takanashi                                              | 3:58 |
| 15. | „Seishun no Lap Time” (jap. 青春のラップタイム)                              | Masahiro Kawaura                                                | Yūichi "Masa" Nonaka                                            | 4:48 |
| 16. | „Boku wa matteru” (jap. 僕は待ってる)                                        | Yasuo Sakai                                                     | Yūichi "Masa" Nonaka                                            | 3:46 |
| 17. | „Yamada Nana Message” (jap. 山本彩 メッセージ) (tylko iTunes)                |                                                                 |                                                                 | 0:58 |
| DVD |                                                                              |                                                                 |                                                                 |      |
| Nr  | Tytuł                                                                        | Tytuł                                                           | Tytuł                                                           | Czas |
| 1.  | „12-gatsu 31-nichi” (jap. 12月31日) (Music Video)                            | „12-gatsu 31-nichi” (jap. 12月31日) (Music Video)               | „12-gatsu 31-nichi” (jap. 12月31日) (Music Video)               |      |
| 2.  | „Teppen tottande! Kanzen-ban” (jap. てっぺんとったんで！完全版)              | „Teppen tottande! Kanzen-ban” (jap. てっぺんとったんで！完全版) | „Teppen tottande! Kanzen-ban” (jap. てっぺんとったんで！完全版) |      |

### Edycja teatralna
| CD  |                                                                              |                  |                      |      |
| Nr  | Tytuł                                                                        | Kompozycja       | Aranżacja            | Czas |
| 1.  | „Teppen tottande!” (jap. てっぺんとったんで!)                                | Kensuke Yoko     | Seiji Mutō           | 4:06 |
| 2.  | „Zetsumetsu kurokami shōjo” (jap. 絶滅黒髪少女)                              | GRAVITY          | GRAVITY              | 3:47 |
| 3.  | „Oh My God!” (jap. オーマイガー!)                                            | Chikara Gonoe    | Ikuta Machine        | 4:20 |
| 4.  | „Junjō U-19” (jap. 純情 U-19)                                                | Takahiro Tsuji   | Seiji Mutō           | 3:47 |
| 5.  | „Nagiichi” (jap. ナギイチ)                                                   | Shinya Sumida    | Ikuta Machine        | 4:08 |
| 6.  | „Virginity” (jap. ヴァージニティー)                                          | Shunsuke Tanaka  | Takeshi Masuda       | 4:14 |
| 7.  | „Kitagawa Kenji” (jap. 北川謙二)                                             | Shunsuke Tanaka  | Yūichi "Masa" Nonaka | 3:50 |
| 8.  | „HA!” (wyk. NMB48)                                                           | Akihito Tanaka   | Seiji Mutō           | 4:13 |
| 9.  | „12-gatsu 31-nichi” (jap. 12月31日)                                          | Masahiro Kawaura | Masahiro Kawaura     | 4:18 |
| 10. | „Lily” (wyk. Team N)                                                         | HRK              | HRK                  | 6:11 |
| 11. | „With my soul” (wyk. Team M)                                                 | DARIA, FUYUKI    | Hiroshi Sasaki       | 4:19 |
| 12. | „Almond Croissant keikaku” (jap. アーモンドクロワッサン計画) (wyk. Team BII) | Yoshihiro Kusano | Teppei Shimizu       | 5:23 |
| 13. | „NMB48”                                                                      | Miki Watanabe    | Yasuharu Takanashi   | 3:58 |
| 14. | „Seishun no Lap Time” (jap. 青春のラップタイム)                              | Masahiro Kawaura | Yūichi "Masa" Nonaka | 4:48 |
| 15. | „Boku wa matteru” (jap. 僕は待ってる)                                        | Yasuo Sakai      | Yūichi "Masa" Nonaka | 3:46 |